# لوکاس پیووی
لوکاس پیووی (انگلیسی: Lucas Piovi؛ زادهٔ ۱ ژانویهٔ ۱۹۹۲) بازیکن فوتبال اهل آرژانتین است.
از باشگاه‌هایی که در آن بازی کرده‌است می‌توان به باشگاه فوتبال مسینا اشاره کرد.